# Fossati circolari

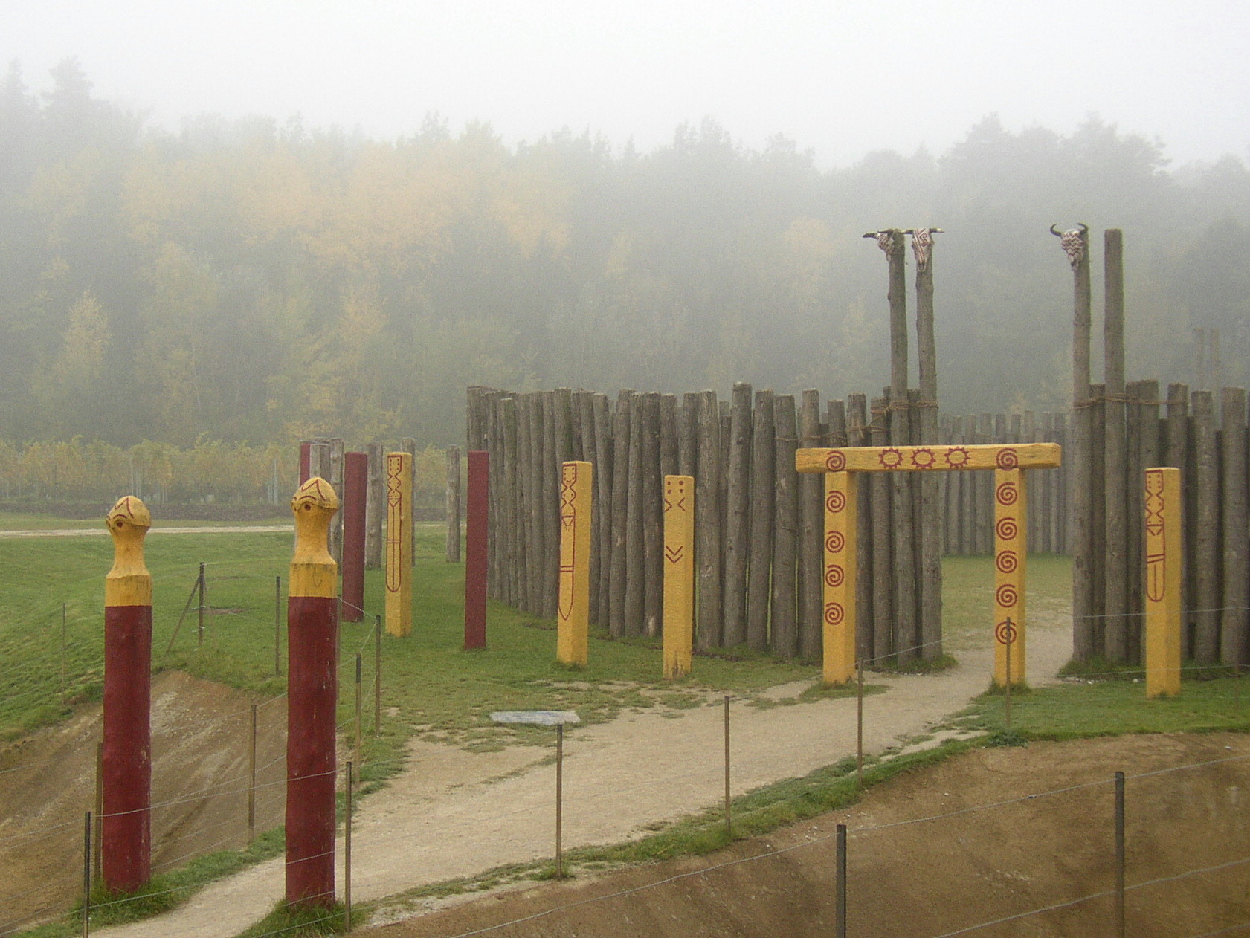
Ricostruzione di fossati circolari a Heldenberg, Bassa Austria

Circa 150 fossati circolari (in inglese circular ditches) preistorici sono noti agli archeologi sparsi per la Germania, Austria, Slovacchia e Repubblica Ceca. I loro diametri variano suppergiù da 20 a 130 m, e risalgono al V millennio a.C. Strumenti, ossa e alcuni manufatti furono trovati nel loro contesto. Le più grandi di queste sistemazioni venne trovata a Lipsia negli anni '90. Un altro grande reperto venne scoperto nei pressi del villaggio di Aythra, fuori Lipsia. Dai reperti trovati nel contesto di questi fossati, e insediamenti associati di case lunghe, fu stabilito che essi fossero stati in uso per un periodo di circa 200 anni, fino al 4600 a.C. ca.

## Origine

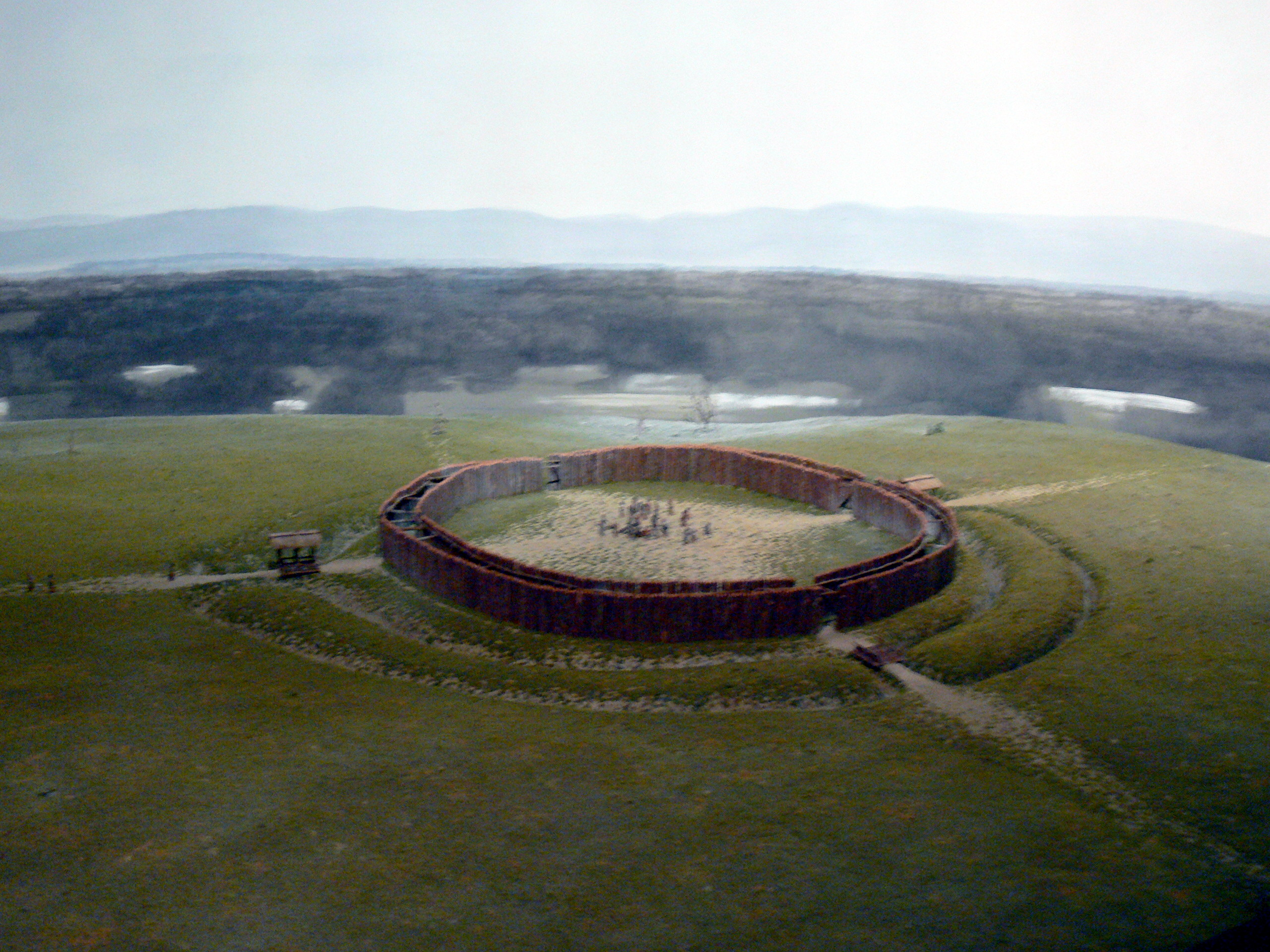
Ricostruzione di un fossato circolare neolitico (4840-4590 a.C.) al Museo Quintana di Künzing.

Il popolo che costruì queste strutture venne associato alla cultura della ceramica lineare. Essi sembrano che abbiano vissuto in case lunghe comunali, allevando bestiame, capre, maiali e pecore. Le strutture vennero costruite in una estensione di terre attraverso il Centro Europa di circa 760 km, in un periodo che va da uno a duecento anni. Si pensa che essi sarebbero emigrati in questa regione durante il VI millennio a.C. dalla pianura del Danubio in ciò che adesso è l'Ungheria e la Serbia, facendo arnesi di legno, pietra,  ossa, e manufatti di ceramica e terracotta.

## Funzione
Un articolo apparso sul giornale britannico The Independent l'11 giugno, 2005 identificò queste strutture come "templi monumentali", sebbene non ci sia stata nessuna valutazione scientifica riguardo al loro scopo.